# Tegalgundil
Tegalgundil is een bestuurslaag in het regentschap Kota Bogor van de provincie West-Java, Indonesië. Tegalgundil telt 27.402 inwoners (volkstelling 2010).